# 30 januari
30 januari är den 30:e dagen på året i den gregorianska kalendern. Det återstår 335 dagar av året (336 under skottår).

## Namnsdagar

### I den svenska almanackan
- Nuvarande – Gunilla och Gunhild
- Föregående i bokstavsordning
  - Adelgunda – Namnet fanns, till minne av en högättad fransk abbedissa från 600-talet, på dagens datum fram till 1777, då det utgick till förmån för Gunilla.
  - Gunnel – Namnet infördes på dagens datum 1986, men flyttades 1993 till 2 april och 2001 till 1 juni.
  - Gunhild – Namnet infördes på dagens datum 1901 och har funnits där sedan dess.
  - Gunilla – Namnet infördes på dagens datum 1777, då det ersatte Adelgunda, men utgick 1901, eftersom det inte ansågs tidsenligt. 1986 återinfördes det dock på dagens datum och har funnits där sedan dess.
- Föregående i kronologisk ordning
  - Före 1777 – Adelgunda
  - 1777–1900 – Gunilla
  - 1901–1985 – Gunhild
  - 1986–1992 – Gunhild, Gunilla och Gunnel
  - 1993–2000 – Gunhild och Gunilla
  - Från 2001 – Gunilla och Gunhild
- Källor
  - Brylla, Eva (red.): Namnlängdsboken, Norstedts ordbok, Stockholm, 2000. ISBN 91-7227-204-X
  - af Klintberg, Bengt: Namnen i almanackan, Norstedts ordbok, Stockholm, 2001. ISBN 91-7227-292-9

### Finlandssvenska almanackan
- Nuvarande från 2020[1] – Gunilla, Gunnel
- I föregående revideringar[a][2]
  - 1929–1949 – Gunilla, Gunnel
  - 1950–2019 – Gunnel, Gunilla

## Händelser
- 330 f.Kr. – Efter att ha erövrat Perserpasset intågar Alexander den store i den persiska huvudstaden Persepolis. Där bränner han ceremoniellt ner Xerxes I:s tempel, som en symbol över att det panhelleniska hämndkriget är slut.
- 1465 – Den svenske kungen Karl Knutsson sluter fred med ärkebiskopen och upprorsledaren Jöns Bengtsson i Stockholm. Genom denna tvingas Karl Knutsson för andra gången abdikera från den svenska tronen, men tvingas inte, som 1457, i landsflykt, utan får förläningar i Finland. Linköpingsbiskopen Kettil Karlsson har utropat sig till riksföreståndare redan en månad tidigare och kvarstår på denna post som rikets ledare till sin död den 11 augusti samma år.
- 1522 – Under det pågående Befrielsekriget erövrar den svenska upprorshären Örebro slott från danskarna. Då Västerås slott redan samma månad har fallit i upprorets händer börjar Gustav Vasa därmed få en fast position i Mellansverige.
- 1592 – Sedan Innocentius IX har avlidit en månad tidigare väljs Ippolito Aldobrandini till påve och tar namnet Clemens VIII.
- 1649 – När kung Karl I avrättas under det engelska inbördeskriget kommer England och Irland stå utan regent i fyra år, innan Oliver Cromwell 1653 utropar sig till lordprotektor över det engelska samväldet. Rojalisterna erkänner dock Karls son Karl II som kung, men det är bara i Skottland denne lyckas göra anspråken gällande. Han förblir därmed kung av Skottland i två år, innan han 1651 av Cromwells trupper tvingas abdikera och gå i exil.
- 1658 – Efter några dagars överläggning beslutar den svenska krigsledningen på Jylland att den svenska armén ska tåga över isen på det tillfrusna sundet Lilla Bält mellan Jylland och Fyn. Detta blir första delen i det svenska vågspel, som ger en enorm fördel i det pågående svensk-danska kriget. När svenskarna har kommit över till Fyn kan de besegra de överrumplade danskarna i slaget vid Tybrindvig och en vecka senare genomförs det än mer vågade tåget över Stora Bält.
- 1889 – Den österrikiske kronprinsen Rudolf begår självmord tillsammans med sin älskarinna Mary Vetsera genom att han först skjuter henne och sedan sig själv i det så kallade Mayerlingdramat. Det blir en skandal för den österrikiska kejsarfamiljen och Rudolfs kusin Franz Ferdinand blir ny kronprins. Senare tiders forskning har dock ifrågasatt om det är självmord, eftersom åtminstone hennes kranium tyder på, att hon har blivit ihjälslagen snarare än skjuten.
- 1921 – Den första ishockeymatchen i Sverige spelas på Stockholms stadion, där det svenska laget IFK Uppsala besegrar det tyska Berliner SC med 4–1 inför 2 022 åskådare.[3]
- 1933 – Sedan nationalsocialisterna har vunnit det tyska riksdagsvalet året innan utnämns nazistpartiets ledare Adolf Hitler av den tyske rikspresidenten Paul von Hindenburg till Tysklands rikskansler. Detta är ett led i det nazistiska maktövertagandet (tyska: Machtübername) i Tyskland och när von Hindenburg dör året därpå gör sig Hitler också till rikspresident och antar titeln Führer und Reichskanzler.
- 1945 – Det tyska kryssningsfartyget Wilhelm Gustloff, som befinner sig på södra Östersjön och är på väg från Gdynia (Gotenhafen) med mestadels tyska civila, som evakueras undan de framryckande ryssarna, blir torpederat av en sovjetisk ubåt och sjunker inom 45 minuter. På grund av komplikationer med räddningsarbetet omkommer 9 352 av de totalt 10 582 passagerare och besättningsmedlemmar, som finns ombord.
- 1948
  - Den indiske andlige ledaren Mahatma Gandhi, som har spelat en viktig roll i Indiens frigörelse från Storbritannien året före, blir mördad av den hinduiske extremisten Nathuram Godse, som anser att Gandhi har försvagat Indien genom att insistera på att staten skulle betala den summa på 550 miljoner rupier till Pakistan, som man hade beslutat om vid delningen av det tidigare brittiska Indien.
  - Olympiska vinterspelen 1948 invigs i Sankt Moritz av förbundspresident Enrico Celio. Det avslutas 8 februari.
- 1949 – Ett möte hålls i Oslo, där de svensk-norsk-danska förhandlingarna om ett nordiskt försvarsförbund strandar fullständigt, eftersom Sverige inte vill ge upp sin neutralitet och Danmark och Norge vill gå med i Nato.
- 1954 – Den första radioapparaten i Sverige med transistorer, som är mycket mindre och behändigare än de dittillsvarande radiorören, demonstreras. Transistorn har uppfunnits 1947 av tre amerikanska forskare, som 1956 tilldelas Nobelpriset i fysik för uppfinningen.
- 1955 – Den 23-årige ripjägaren Evert Stenmark räddas efter att i åtta dygn ha suttit fast under ett snöskred utanför lappländska Tärnaby.
- 1969 – Den brittiska popgruppen The Beatles genomför sitt sista offentliga framträdande på taket till The Apple Corps Building på adressen Savile Row 3 i London.
- 1972 – 13 nordirländska medborgarrättsaktivister skjuts till döds av brittisk militär i Londonderry under vad som går till historien som Den blodiga söndagen.
- 1976 – Regissören och Dramatenchefen Ingmar Bergman blir gripen av polisen på Dramaten, då han misstänks för skattebrott. Åtalet läggs snart ner, men utlöser en debatt om skattesystemet och rättssäkerheten i Sverige.
- 1996 – Den filippinska flickan Sarah Balabagan, som arbetar som hembiträde i Förenade arabemiraten, döms till 20 piskrapp om dagen i en vecka, efter att hon den 19 juni 1994 har dödat sin arbetsgivare. Straffet börjar verkställas samma dag och är helt utdelat den 5 februari.
- 2005 – Ett parlamentsval hålls i Irak, vilket blir det första i landet efter Saddam Husseins fall. Förenade irakiska alliansen blir det största partiet och får knapp egen majoritet (140 av parlamentets 275 platser), vilket innebär att de får bilda regering och ta itu med uppgiften att utarbeta en ny irakisk grundlag.
- 2007 – Det amerikanska datorföretaget Microsofts nya operativsystem Windows Vista, som är uppföljaren till Windows XP (som kom 2001), lanseras för privatpersoner, efter att utvecklingen av systemet har avslutats den 1 november året före.

## Födda
- 133 – Didius Julianus, romersk kejsare (död 193)
- 1563 – Frans Gomarus, nederländsk teolog (död 1641)
- 1581 – Kristian av Brandenburg-Bayreuth, markgreve av Brandenburg-Bayreuth (död 1655)
- 1621 – Georg II Rákóczy, furste av Siebenbürgen (död 1660)
- 1628 – George Villiers, 2:e hertig av Buckingham, engelsk politiker (död 1687)
- 1697 – Johann Joachim Quantz, tysk flöjtist och kompositör (död 1773)
- 1716 – Carl Fredric Adelcrantz, svensk friherre och arkitekt (död 1796)
- 1724 – Nils Adam Bielke, svensk greve och riksråd (död 1792)
- 1780 – Israel Pickens, amerikansk politiker, guvernör i Alabama (död 1827)
- 1781 – Adelbert von Chamisso, fransk-tysk författare (död 1838)
- 1797 – John Fairfield, amerikansk demokratisk politiker (död 1847)
- 1813 – Adam Smedberg, svensk roparpredikant och artillerist (död 1892)
- 1818 – Artúr Görgey, ungersk militär, överbefälhavare för den ungerska upprorshären (död 1916)
- 1822 – Franz von Hauer, österrikisk geolog (död 1899)
- 1828 – Frederick Low, amerikansk politiker och diplomat, guvernör i Kalifornien, USA:s minister i Kina (död 1894)
- 1841
  - Félix Faure, fransk politiker, Frankrikes president (död 1899)
  - Sam Loyd, amerikansk schackspelare (död 1911)
- 1845 – Albert Estopinal, amerikansk demokratisk politiker och plantageägare, kongressledamot (död 1919)
- 1846 – F.H. Bradley, brittisk filosof (död 1924)
- 1882 – Franklin D. Roosevelt, amerikansk demokratisk politiker, guvernör i New York, USA:s president (död 1945)
- 1884 – Gustaf Hedström, svensk operettsångare och skådespelare samt sång- och talpedagog (död 1957)
- 1887 – Arne Lindblad, svensk skådespelare (död 1964)
- 1889 – Oscar Heurlin, svensk skådespelare (död 1948)
- 1892 – Sten Njurling, svensk kompositör och kapellmästare med artistnamnet Fred Winter (död 1945)
- 1894 – Boris III, tsar av Bulgarien (död 1943)
- 1899 – Max Theiler, sydafrikansk forskare, bakteriolog, mottagare av Nobelpriset i fysiologi eller medicin 1951 (död 1972)
- 1900 – Martita Hunt, brittisk skådespelare (död 1969)
- 1901 – Rudolf Caracciola, tysk racerförare (död 1959)
- 1910 – Chidambaram Subramaniam, indisk politiker (död 2000)
- 1911 – Roy Eldridge, amerikansk jazzmusiker (död 1989)
- 1913
  - Sten-Åke Cederhök, svensk skådespelare (död 1990)
  - Alfrēds Riekstiņš, lettisk SS-officer och agent (död 1952)
- 1914
  - Ann Mari Ström, svensk skådespelare och teaterpedagog (död 2003)
  - Inga-Bodil Vetterlund, svensk skådespelare (död 1980)
- 1915
  - Joachim Peiper, tysk SS-officer och krigsförbrytare (död 1976)
  - Dorothy Dell, amerikansk skådespelare (död 1934)
  - John Profumo, brittisk konservativ politiker, Storbritanniens krigsminister (död 2006)
- 1923 – Tosse Bark, svensk kompositör, musiker, sångare och skådespelare (död 1995)
- 1924
  - Lloyd Alexander, amerikansk översättare och författare (död 2007)
  - Dorothy Malone, amerikansk skådespelare (död 2018)
- 1927 – Olof Palme, svensk socialdemokratisk politiker, Socialdemokraternas partiledare 1969–1986, Sveriges statsminister 1969–1976 och 1982–1986 (död 1986)
- 1929 – Isamu Akasaki, japansk ingenjör, forskare, mottagare av Nobelpriset i fysik 2014 (död 2021)
- 1930 – Gene Hackman, amerikansk skådespelare (död 2025)
- 1934 – Giovanni Battista Re, italiensk kardinal
- 1936 – Rune Zetterström, svensk operasångare (död 2003)
- 1937
  - Vanessa Redgrave, brittisk skådespelare
  - Boris Spasskij, sovjetisk schackspelare (död 2025)
- 1939 – Frank Wolf, amerikansk republikansk politiker, kongressledamot
- 1941 – Dick Cheney, amerikansk republikansk politiker, USA:s försvarsminister och vicepresident
- 1942 – Marty Balin, amerikansk sångare och gitarrist, medlem i gruppen Jefferson Airplane (död 2018)
- 1944 – Jógvan við Keldu, färöisk politiker, Färöarnas inrikesminister
- 1945 – June Carlsson, svensk journalist och nyhetspresentatör i TV (död 2015)
- 1947 – Steve Marriott, brittisk sångare, medlem i gruppen The Small Faces (död 1991)
- 1948 – Akira Yoshino, japansk kemiingenjör, mottagare av Nobelpriset i kemi 2019
- 1949 – Peter Agre, amerikansk kemist, mottagare av Nobelpriset i kemi 2003
- 1950 – Trinidad Silva, amerikansk skådespelare (död 1988)
- 1951 – Phil Collins, brittisk musiker
- 1955
  - John Baldacci, amerikansk demokratisk politiker
  - Curtis Strange, amerikansk golfspelare
- 1957 – Payne Stewart, amerikansk golfspelare (död 1999)
- 1958 – Mats Qviström, svensk skådespelare
- 1961 – Johan Edholm, svensk operasångare
- 1962 – Abdullah II, kung av Jordanien
- 1964 – Marcel Jacob, svensk musiker (död 2009)
- 1967 – Tino Vegar, kroatisk vattenpolospelare
- 1968 – Felipe VI, kung av Spanien
- 1972 – Peder Fredricson, svensk ryttare, bragdmedaljör 2021
- 1974 – Christian Bale, brittisk skådespelare
- 1975 – Magnus Bäckstedt, svensk cyklist
- 1978 – Daniel Lindström, svensk sångare
- 1980 – Álvaro Santos, brasiliansk fotbollsspelare
- 1981
  - Afonso Alves, brasiliansk fotbollsspelare
  - Mathias Lauda, österrikisk racerförare
- 1987 – Arda Turan, turkisk fotbollsspelare i FC Barcelona
- 1992 – Jessica Wik, svensk fotbollsspelare, OS-silver 2016
- 2001 – Curtis Jones, engelsk fotbollsspelare

## Avlidna
- 1629 – Carlo Maderno, 72, italiensk arkitekt
- 1649 – Karl I, 48, kung av England, Skottland och Irland sedan 1625
- 1652 – Georges de La Tour, 58, fransk konstnär
- 1836 – Betsy Ross, 83, amerikansk sömmerska, som sydde den allra första amerikanska flaggan 1776
- 1803 – Fredrik Sparre, 72, svensk greve och ämbetsman, Sveriges rikskansler 1792–1797
- 1838 – Adolf Göran Mörner, 64, svensk greve, politiker och statsråd, ledamot av Svenska Akademien sedan 1818
- 1867
  - Ezekiel F. Chambers, 78, amerikansk politiker och jurist, senator för Maryland 1826–1834
  - Komei, 36, kejsare av Japan sedan 1846
- 1886 – Neill S. Brown, 75, amerikansk politiker och diplomat, guvernör i Tennessee 1847–1849
- 1889
  - Rudolf, 30, österrikisk ärkehertig och kronprins
  - Mary Vetsera, 17, österrikisk friherrinna, älskarinna till kronprins Rudolf
- 1895 – Hermann Gruson, 73, tysk industrialist
- 1897 – Robert Themptander, 53, svensk politiker och ämbetsman, Sveriges finansminister 1881–1886 och statsminister 1884–1888
- 1913 – James Henderson Berry, 71, amerikansk demokratisk politiker
- 1928 – Johannes Fibiger, 60, dansk professor, patolog, mottagare av Nobelpriset i fysiologi eller medicin 1926
- 1933 – Hans Maikowski, 24, tysk medlem i SA
- 1941 – Erik Lindorm, 51, svensk skald
- 1948
  - Mohandas Karamchand Gandhi, 78, indisk politiker och andlig ledare, mest känd som Mahatma Gandhi
  - Orville Wright, 76, amerikansk flygpionjär
- 1951 – Ferdinand Porsche, 75, österrikisk bilkonstruktör
- 1955 – Raymond Herbert Talbot, 58, amerikansk demokratisk politiker
- 1958 – Ernst Heinkel, 70, tysk flygplanskonstruktör
- 1963 – Francis Poulenc, 64, fransk tonsättare och pianist
- 1969 – Georges Pire, 58, belgisk dominikanermunk, mottagare av Nobels fredspris 1958
- 1971 – Karl Ivar Sköldén, 90, svensk lantbrukare och politiker (bondeförbundet)
- 1976 – Emy Hagman, 69, svensk skådespelare
- 1980
  - Gunnar Weijman-Hane, 69, svensk civilingenjör och professor
  - Arne Mattson, 78, svensk väg- och vattenbyggnadsingenjör
- 1981 – Elias Wessén, 91, svensk språkvetare och professor, ledamot av Svenska Akademien sedan 1947
- 1982
  - Tora Dahl, 95, svensk författare
  - Stanley Holloway, 91, brittisk skådespelare
- 1984 – Luke Kelly, 43, irländsk musiker
- 1988 – Gustaf Hiort af Ornäs, 86, svensk skådespelare och sångare
- 1989 – Nils Gustafsson, 78, svensk kyrkoherde och skådespelare
- 1991 – John Bardeen, 82, amerikansk fysiker, mottagare av Nobelpriset i fysik 1956 och 1972
- 1996 – Tom Younger, 73, amerikansk skådespelare, producent, och regissör verksam i Sverige
- 2001 – Jean-Pierre Aumont, 90, fransk skådespelare
- 2002 – Carlo Karges, 50, tysk musiker
- 2005 – Karl-Gustaf Hildebrand, 93, svensk professor i ekonomisk historia och psalmförfattare
- 2006 – Coretta Scott King, 78, amerikansk medborgarrättskämpe, änka efter Martin Luther King
- 2007 – Sidney Sheldon, 89, amerikansk författare
- 2009
  - H. Guy Hunt, 75, amerikansk republikansk politiker, guvernör i Alabama 1987–1993
  - Ingemar ”Ingo” Johansson, 76, svensk tungviktsboxare, världsmästare 1959
  - Sune Jonsson, 78, svensk fotograf
  - Teddy Mayer, 73, amerikansk racingentreprenör
  - Per Erik Wahlund, 85, svensk författare och översättare
- 2011 – John Barry, 77, brittisk filmmusikkompositör
- 2013 – Patty Andrews, 94, amerikansk sångare i gruppen The Andrews Sisters
- 2015
  - Carl Djerassi, 91, österrikisk-amerikansk kemist
  - Geraldine McEwan, 82, brittisk skådespelare
  - Zjelju Zjelev, 79, bulgarisk politiker, president 1990–1997
- 2020 − Jörn Donner, 86, finländsk författare, regissör och producent
- 2021 – Alfreda Markowska, 94, polsk rom som under andra världskriget räddade cirka femtio romer och judar undan nazisterna
- 2025
  - Leif "Loket" Olsson, 82, svensk handbollsdomare och TV-programledare
  - Marianne Faithfull, 78, brittisk sångerska och skådespelare